# 矢柴俊博
矢柴 俊博（やしば としひろ、1971年10月2日 - ）は、日本の俳優。
埼玉県草加市出身、株式会社CRG（クリエイティブ・ガーディアン）所属。

## 来歴
芝中学校・高等学校卒業。テレビドラマ『北の国から』や『ふぞろいの林檎たち』を観て演技に興味を持ち、監督になろうと日本大学芸術学部映画学科を受験したが不合格となり、早稲田大学第一文学部フランス文学専修に入学した。大学在学中に演劇サークル「劇団森」、パントマイム集団「舞夢踏」に所属し役者活動を始める。1993年、加藤健一事務所俳優教室に第8期生として入室、その後卒業。1994年に劇団森出身者を中心に演劇企画ユニット「CAB DRIVER」を結成し、第1回公演『茹でた玩具』ののち個々の活動を経て、1997年、再結成。同ユニットでは主宰を務め、全ての本公演に出演し、全ての企画立案を担っている。大学を7年半かけて卒業した後は、損保会社のコールセンターで夜勤しながらCAB DRIVERの公演をはじめとする舞台を中心に活動していた。2000年4月、自身が演出・主演した『七部袖、ほくろ』がパルテノン多摩小劇場フェスティバルでグランプリなど主要3部門を受賞。
その後、芸能事務所に籍を置き、活動の中心を舞台から映像へ移す。2004年3月に出演したみずほ銀行のCM「優遇される男」篇を皮切りに大手企業のCMに多数起用される。2024年4月から声のみアクセルワンに籍を置く。

## 人物・エピソード
特技はパントマイム、料理、昔のプロ野球選手の形態模写。趣味はサッカー、映画鑑賞。普通自動車第一種免許、損害保険初級資格を所持。私生活では二児の父。
笹野高史を理想的な形で俳優活動をしている人物に挙げており、『手裏剣戦隊ニンニンジャー』への出演も笹野と共演できることに魅力を感じたことを理由としている。一方、笹野も矢柴について、目をつけている好きな俳優の1人に挙げており、自身の趣味に合う良い芝居をすると評している。
演技について、ただセリフを覚えたり指示された動きをこなすのではなく、役柄の個性を自発的に考えて貪欲に作り上げていくべきであるとの持論を持っており、『ニンニンジャー』で共演した矢野優花や中村嘉惟人らはこのことをアドバイスされたことが転機になったとを述べている。
“脇役ファンタジスタ”を自称している。

## 出演

### テレビドラマ
- 初体験 最終話（2002年3月19日、フジテレビ）
- スーパー戦隊シリーズ（テレビ朝日）
  - 爆竜戦隊アバレンジャー 第22話・第23話（2003年7月27日・8月3日）
  - 手裏剣戦隊ニンニンジャー （2015年2月22日 - 2016年2月7日） - 伊賀崎旋風 役
  - 手裏剣戦隊ニンニンジャーVS仮面ライダードライブ 春休み合体1時間スペシャル（2015年3月29日） - 伊賀崎旋風 役
- ハコイリムスメ! 第6話「運命の夜」（2003年11月11日、フジテレビ）
- 大河ドラマ（NHK）
  - 新選組! 第23話（2004年6月13日） - 料亭の主人 役
  - 天地人 第37話・第38話（2009年9月13日・20日） - 湯浅五助 役
  - 平清盛 第19話（2012年5月13日） - 藤原惟方（保元元年時）役
  - 真田丸（2016年） - 細川忠興 役
  - 鎌倉殿の13人（2022年） - 平知康 役
- 農家のヨメになりたい（2004年、NHK）
- 自由戀愛（2005年1月23日、WOWOW）
- 赤い疑惑（2005年6月15日、TBS）
- 電車男（2005年7月-9月、フジテレビ） - 川端やすなり 役
  - 電車男DELUXE 最後の聖戦（2006年9月23日）
- 海猿 第5話（2005年8月、フジテレビ）
- 日本の歴史「坂本龍馬」（2005年9月17日、フジテレビ） - 後藤象二郎 役
- 危険なアネキ第8話 - 最終話（2005年12月5日 - 12月19日、フジテレビ） - 五十嵐祐一 役
- 女王蜂（2006年1月6日、フジテレビ）
- 水曜ミステリー9（テレビ東京）
  - ブランド刑事 - 予備鑑定捜査員 桐原真実 -（2006年1月18日） - ボットーネジャパン社員 役
  - 監察医・篠宮葉月 死体は語る10 「偽装自殺見破った3つの刺創痕!借金抱えた男が妻に遺した手紙」（2011年12月7日） - 川端俊夫 役
- Ns'あおい（2006年1月 - 3月、フジテレビ） - 佐伯龍之介/猫耳 役
  - Ns'あおい スペシャル 桜川病院最悪の日（2006年9月26日）
- 翼の折れた天使たち 第二夜「ライブチャット」（2006年2月28日、フジテレビ）
- 白夜行 第8話（2006年3月2日、TBS） - ソフトウェア会社「メモリックス」クライアント 役
- 快感職人 第8話（2006年9月9日、テレビ朝日）
- ダンドリ。〜Dance☆Drill〜 第3話（2006年7月25日、フジテレビ） - 猫田 役
- のだめカンタービレ（2006年10月-12月、フジテレビ） - 音楽講師 役
- 恋する日曜日 ニュータイプ第1話「超能力者集まれ!」（2006年10月7日、BS-i） - 沢田治幸 役
- セーラー服と機関銃（TBS）
  - 第3話「さらば愛しの人よ」（2006年10月27日） - 面接官 役
  - 第4話「愛した組員の死」（2006年11月3日）
- 役者魂! 第3話「涙の大食い選手権」（2006年10月31日、フジテレビ）
- 相棒（テレビ朝日）
  - 相棒 Season5 第4話「せんみつ」（2006年11月1日） - 平森酒造倉庫 社員・田嶋役
  - 相棒 Season10 第11話「名探偵再登場」（2012年1月11日） - バーテンダー・稲尾真木彦役
  - 相棒 Season21 第4話「最後の晩餐」（2022年11月2日） -堂島志郎役
- 検事 霞夕子（日本テレビ） - 小山田高志 役
  - 検事 霞夕子「悪徳女代議士は許さない」（2006年11月7日）
  - 検事 霞夕子「豪華客船殺人クルージング」（2007年10月2日）
- 今週、妻が浮気します（2007年、フジテレビ） - 工藤 役
- くうねるところすむところ〜恋するニッカボッカ・ガール〜 （2007年4月10日、フジテレビ）
- ファースト・キス 第7話（2007年8月20日、フジテレビ）
- モップガール 第8話（2007年11月30日、テレビ朝日） - 早乙女のマネージャー 役
- かるた小町（2008年2月11日、フジテレビ、P&Gパンテーンドラマスペシャル） - 望月教頭 役
- パンドラ 第3話（2008年4月20日、WOWOW）
- 風のガーデン 第1話（2008年10月9日、フジテレビ）
- 赤い糸（2008年12月 - 2009年2月、フジテレビ） - 井上隼作 役
- ツレがうつになりまして。（2009年5月 - 6月、NHK） - 漫画誌「スイーツ」編集長 役
- 臨場 最終話（2009年6月24日、テレビ朝日） - 寺島省吾 役
- 救命病棟24時 第4シリーズ （2009年8月-9月、フジテレビ） - 野口昭光 役
  - 救命病棟24時 2010スペシャル（2010年1月3日）
- 傍聴マニア09〜裁判長!ここは懲役4年でどうすか〜 第8話（2009年、読売テレビ） - 本広直之 役
- ブラッディ・マンデイ Season2（2010年1月 - 3月、TBS） - 疋田光利 役
- エンゼルバンク〜転職代理人 第1話（2010年1月14日、テレビ朝日） - 長野力哉 役
- 女帝 薫子 第3話（2010年5月9日、テレビ朝日） - 山下 役
- ジョーカー 許されざる捜査官 第1話（2010年7月13日、フジテレビ） - 西山 役
- 崖っぷちのエリー〜この世でいちばん大事な「カネ」の話 第2話（2010年7月、テレビ朝日・朝日放送） - キャバクラの客 役
- フリーター、家を買う。 第1話（2010年10月19日、フジテレビ） - 店長 役
- パーフェクト・リポート（2010年10月 - 12月、フジテレビ） - 澤村武 役
- 秘密 第3話（2010年10月29日、テレビ朝日） - 同級生1 役
- 金曜プレステージ 特別企画「目線」（2010年12月17日、フジテレビ） - 興信所の男 役
- ハイビジョン特集
  - 「妻を看取る日-国立ガンセンター名誉教授の喪失と再生の記録-」（2010年12月17日、NHK-BShi）
  - 「カンブリアン・ウォーズ」（2012年2月18日、NHK BSプレミアム）
- 刑事定年 第9話（2010年12月22日、BS朝日） - 濱田邦夫 役
- 時代劇法廷（時代劇専門チャンネル）
  - CASE3「被告人は田沼意次」（2011年2月13日） - 平賀源内 役
  - CASE7「被告人は千利休」（2012年1月9日） - ルイス・フロイス 役
- プロポーズ兄弟〜生まれ順別 男が結婚する方法〜 第3夜「末っ子が結婚する方法」（2011年2月23日、フジテレビ） - 面接官 役
- スクール!! 第7話（2011年3月6日、フジテレビ）
- 横山秀夫サスペンス「締め出し」「仕返し」（2011年4月3日・10日、WOWOW） - 梅津 役
- CO 移植コーディネーター 最終話（2011年4月17日、WOWOW）
- 連続テレビ小説
  - どんど晴れ スペシャル（2011年4月24日、NHK） - 春日井政人 役
  - まんぷく（2019年、NHK） - 喜多村圭吾 役
- 世にも奇妙な物語（フジテレビ）
  - 世にも奇妙な物語 春の特別編 (2004年)「殺し屋ですのよ」（2004年3月29日） - 医師 役
  - 世にも奇妙な物語 21世紀 21年目の特別編「缶けり」（2011年5月14日） - 熊谷慎司 役
  - 世にも奇妙な物語 2012年 春の特別編「家族（仮）」（2012年4月21日）
  - 世にも奇妙な物語 2013年 春の特別編「AIRドクター」（2013年5月11日） - 機長 役
  - 世にも奇妙な物語 映画監督編 「嘘が生まれた日」（2015年11月28日） - 警官 役
- 東野圭吾3週連続スペシャル 11文字の殺人（2011年6月10日、フジテレビ） - 鎌田刑事 役
- チーム・バチスタ3 アリアドネの弾丸 第1話（2011年7月12日、フジテレビ） - 友野優一 役
- 美男ですね 第2話（2011年7月22日、TBS） - 警備員 役
- 家政婦のミタ 第2話（2011年10月19日、日本テレビ） - 阿須田海斗の担任 役
- 秘密諜報員 エリカ 第5話（2011年11月3日、読売テレビ） - 大杉徹 役
- 牙狼＜GARO＞〜MAKAISENKI〜 第5話（2011年11月、テレビ東京） - 青木 役
- 謎解きはディナーのあとで 第7話（2011年11月29日、フジテレビ）
- 最高の人生の終り方〜エンディングプランナー〜 第3話（2012年1月26日、TBS）
- Strangers 6（2012年1月、WOWOW） - 柴崎 役
- ストロベリーナイト 第6話（2012年2月14日、フジテレビ） - 矢部眞人 役
- 月曜ゴールデン （TBS）
  - 伝説の監察医 オニグマの事件簿 - 桜井稔 役
    - 伝説の監察医 オニグマの事件簿1（2012年3月5日）
    - 伝説の監察医 オニグマの事件簿2（2015年6月1日）

  - 十津川警部シリーズ47「熱海・湯河原殺人事件」（2012年4月16日） - 藤間泰明 役
  - 緑川警部 VS 33分の勇気（2012年12月17日） - 野川弘道 役
- パパドル! 第3・4・10話（2012年4月 - 6月、TBS） - 那須プロデューサー 役
- 早海さんと呼ばれる日 スペシャル（2012年6月10日・17日、フジテレビ）
- VISION-殺しが見える女-（2012年7月 - 9月、読売テレビ） - 崎阪芳夫 役
- ギャルバサラ外伝（2012年8月29日、名古屋テレビ）
- 花の冠（2012年9月14日、テレビ朝日） - 秋野康志 役
- ハイスクール歌劇団☆男組（2012年10月6日、CBC・TBS） - 米原幸三 役
- 遅咲きのヒマワリ〜ボクの人生、リニューアル〜（2012年10月-12月、フジテレビ） - 島田久志 役
- 実験刑事トトリ 第2話（2012年11月10日、NHK） - 検視官 役
  - 実験刑事トトリ2 第1話（2013年10月12日、NHK）
- dinner 第1話（2013年1月13日、フジテレビ） - 菊池直人 役
- ヒロシマ 復興を夢みた男たち（2013年3月16日、NHK） - 永田清次郎 役
- みんな!エスパーだよ!（2013年4月 - 6月、テレビ東京） - 林先生 役
- 震える牛 第1話（2013年6月12日、WOWOW）
- 読売テレビ開局55周年記念ドラマ 怪物（2013年6月27日、読売テレビ） - 斉藤光彦 役
- 警視庁捜査一課9係 season8 第3話（2013年7月24日、テレビ朝日） - 上野哲也 役
- テレビ未来遺産"終戦"特別企画 報道ドラマ 生きろ 〜戦場に残した伝言〜（2013年8月7日、TBS） - 野村勇三 役
- 名もなき毒 第6話（2013年8月12日、TBS） - 黒井寛治 役
- 1964東京オリンピック「“1億人”に勝利を〜アスリートたちの挑戦〜」（2013年8月21日、NHK）
- 水木しげるのゲゲゲの怪談「妖怪枕返し」（2013年8月31日、フジテレビ） - 課長 役
- ショムニ2013 第9話・最終話（2013年9月11・18日、フジテレビ） - 古谷専務 役
- POWER GAME〜パワーゲーム〜 第7回・最終回（2013年9月21・28日、NHK BSプレミアム） - 兼坂貴裕 役
- 事件救命医〜IMATの奇跡〜（2013年10月6日、テレビ朝日） - 小倉優斗 役
- クロコーチ 第4話（2013年11月1日、TBS） - 浅沼憲次 役
- リーガル・ハイ 第6話（2013年11月13日、フジテレビ） - 滝口哲平 役
- 都市伝説の女 Part2 第6話（2013年11月15日、テレビ朝日） - 貝原康介 役
- こうのとりのゆりかご〜「赤ちゃんポスト」の6年間と救われた92の命の未来〜（2013年11月25日、TBS） - 桜井俊一 役
- 長谷川町子物語〜サザエさんが生まれた日〜（2013年11月29日、フジテレビ）
- 夜のせんせい（2014年1月 - 3月、TBS） - 武頼貞夫 役
- 三匹のおっさん〜正義の味方、見参!!〜 第2話（2014年1月24日、テレビ東京） - 松野 役
- 星新一ミステリーSP「きまぐれロボット」（2014年2月15日、フジテレビ） - オー氏 役
- ドラマスペシャル 家政婦は見た!（2014年3月2日、テレビ朝日） - 山下正 役
- 埋もれる（2014年3月16日、WOWOW） - 沢田直紀 役
- ダンナ様はFBI〜愛のミッション〜（2014年5月11日、NHK BSプレミアム）
- 松本清張ドラマスペシャル・死の発送（2014年5月30日、フジテレビ） - 岡瀬正平 役
- 極悪がんぼ 第9話（2014年6月9日、フジテレビ） - 茶柱辰造 役
- そこをなんとか2 第2話（2014年8月10日、NHK BSプレミアム） - 内海満義 役
- 罪人の嘘（2014年8月31日 - 9月28日、WOWOW） - 海老名昌平 役
- HERO 第2シリーズ 第10話（2014年9月15日、フジテレビ） - 桂川隆史 役
- 新・刑事吉永誠一 第1話（2014年10月17日、テレビ東京） - 犬山春樹 役
- 大使閣下の料理人（2015年1月3日、フジテレビ） - 恩田功一 役
- 警部補・杉山真太郎〜吉祥寺署事件ファイル 第1・11話（2015年1月12日・3月23日、TBS） - 谷崎文二 役
- アイアングランマ 第5話（2015年2月7日、NHK BSプレミアム） - 関塚 役
- びったれ!!! 第5話（2015年2月11日、テレビ神奈川） - 近藤良男 役
- ドS刑事 第1話（2015年4月11日、日本テレビ） - 五十嵐 役
- 美女と男子 第4話 - 第6話（2015年5月5日 - 19日、NHK） - 木下プロデューサー 役
- ホテルコンシェルジュ 第1話（2015年7月7日、TBS） - 海宝悟 役
- 水曜ミステリー9 「邪魔〜主婦が堕ちた破滅の道」（2015年9月2日） - 柳原正彦 役
- ナポレオンの村 第6話（2015年9月13日） - 長嶺秘書 役
- 結婚式の前日に（2015年10月 - 12月、TBS） - 鈴木清彦 役
- 青春探偵ハルヤ〜大人の悪を許さない!〜 第3話（2015年10月29日、読売テレビ） - 馬場洋二 役
- 特集ドラマ「ジャングル・フィーバー」（2016年1月11日、NHK BSプレミアム）
- 武道館（2016年2月6日 - 3月26日、フジテレビ） - 日高恒彦 役
- フラジャイル 第9話・最終話（2016年3月9日・16日、フジテレビ） - 渋谷医師 役
- お迎えデス。 第1話（2016年4月23日、日本テレビ） - 佐野正道 役
- グッドパートナー 無敵の弁護士 第4話（2016年5月12日、テレビ朝日） - 鳥飼孝太郎 役
- 月曜名作劇場「あんみつ検事の捜査ファイル1」（2016年6月13日、TBS） - 吉岡信孝 役
- HOPE〜期待ゼロの新入社員〜（2016年7月 - 9月、フジテレビ） - 寺原京介 役
- グ・ラ・メ!〜総理の料理番〜 第3話（2016年8月5日、テレビ朝日） - 志崎稔 役
- 遺産相続弁護士 柿崎真一 第10話（2016年9月15日、読売テレビ） - 奥田隆 役
- ドクターX〜外科医・大門未知子〜 第4シリーズ 第9話（2016年12月8日、テレビ朝日） - 九条泰介 役
- IQ246〜華麗なる事件簿〜 第9話（2016年12月11日、TBS） - 武田洋一 役
- 現ナマ弁護士（2017年） - 守田克巳 役
- 警視庁・捜査一課長 season2（2017年4月 - 6月、テレビ朝日） - 田端力 役
- その原因、Xにあり! 健康長生き25の秘けつSP（2017年5月5日、フジテレビ）実録!辿り着いた原因X「たった1回のくしゃみで始まった謎の頭痛」再現ドラマ - 裕也 役[11]
- 誤差（2017年5月10日、テレビ東京） - 大村雄也 役
- 愛してたって、秘密はある。（2017年7月 - 9月、日本テレビ） - 一ノ瀬義男 役
- ミステリースペシャル 棟居刑事の凶縁（2017年9月28日、テレビ朝日） - 尾崎良男 役
- 監査役野崎修平（2018年1月14日 - 3月4日、WOWOW） - 菊山部長 役
- 99.9-刑事専門弁護士- SEASON II 第5話（2018年2月11日、TBS） - 喜多方修造 役
- パディントン発4時50分（2018年3月24日、テレビ朝日） - 古川晋 役
- シグナル 長期未解決事件捜査班 第2 - 4話（2018年4月17日 - 5月1日、関西テレビ） - 安田二朗 役
- サバイバル・ウェディング（2018年7月 - 9月、日本テレビ） - 原田行正 役
- 指定弁護士（2018年9月23日、テレビ朝日） - 箭内光太郎 役[12]
- 僕とシッポと神楽坂（2018年10月 - 11月、テレビ朝日） - 神主 役[13]
- 駐在刑事（2018年、テレビ東京） - 中瀬時雄 役
- THE GOOD WIFE / グッドワイフ （2019年1月13日 - 3月17日、TBS） - 吉村祐介 役
- きのう何食べた?（2019年4月6日 - 6月29日、テレビ東京） - 富永 役
  - きのう何食べた? season2（2023年10月7日 - 12月23日、テレビ東京）[14]
- Heaven?〜ご苦楽レストラン〜（2019年7月9日 - 9月10日、TBS） - 小枝繁 役
- FLY! BOYS, FLY! 僕たち、CAはじめました（2019年9月24日、関西テレビ・フジテレビ） - 田村龍平 役[15]
- ケイジとケンジ〜所轄と地検の24時〜（2020年1月16日 - 3月12日、テレビ朝日） - 多湖永吉 役
- 刑事ゼロSP（2020年6月9日、テレビ朝日） - 砥部陽司 役
- 働かざる者たち 第2話（2020年9月3日、テレビ東京） - 柳瀬真 役
- タリオ 復讐代行の2人 第3話（2020年10月23日、NHK総合・NHK BS4K） - 吉原 役
- 七人の秘書 第2話（2020年10月29日、テレビ朝日） - 鈴木則男 役
- 書けないッ!?〜脚本家 吉丸圭佑の筋書きのない生活〜（2021年1月16日 - 3月13日、テレビ朝日） - 米虫憲治郎 役
- ハコヅメ〜たたかう！交番女子〜 第4話（2021年7月28日、日本テレビ） - 米田益男 役
- 仮面ライダーリバイス（2021年9月5日 - 2022年6月19日、テレビ朝日） - 牛島太助 役[16]
- アバランチ 第3話（2021年11月1日、カンテレ・フジテレビ系） - 田淵洋輔 役
- 封刃師（2022年1月16日 / 23日[注 1] - 3月13日、ABC・テレビ朝日） - 村井寛春 役
- ケイ×ヤク -あぶない相棒- 第9話 (2022年3月11日、読売テレビ) - 東高茂 役
- 鉄オタ道子、2万キロ 第12話 (2022年3月26日、テレビ東京) - ワゴン車の珈琲店主 役
- 元彼の遺言状 第1話（2022年4月11日、フジテレビ） - 黒田弁護士 役
- 17才の帝国 第3話（2022年5月21日、NHK総合） - 国会議員 役
- やんごとなき一族 第6話（2022年5月26日、フジテレビ） - 佐々木 役
- NICE FLIGHT!  第7話・最終話（2022年7月22日 - 9月9日、テレビ朝日） - 機長 兼 教官 役
- 記憶捜査〜新宿東署事件ファイル〜 第2話（2022年11月11日、テレビ東京）- 友川卓 役
- 祈りのカルテ 研修医の謎解き診察記録 第3話（2022年10月22日、日本テレビ） - 諏訪野幸一 役[17]
- 罠の戦争（2023年1月16日 - 、関西テレビ・フジテレビ） - 牛尾光司 役
- スタンドUPスタート 第7話（2023年3月1日、フジテレビ） - 倉越宗 役[18]
- 量産型リコ -もう1人のプラモ女子の人生組み立て記-（2023年6月30日 - 9月1日、テレビ東京） - 後田浩一郎 役[19]
  - 量産型リコ -最後のプラモ女子の人生組み立て記-（2024年6月28日 - 8月30日、テレビ東京） - 小向浩一郎 役[20]
- 警部補ダイマジン 第1話 - 第6話（2023年7月7日 - 8月18日、テレビ朝日） - 市川孝蔵 役
- 春になったら（2024年1月15日 - 3月25日、関西テレビ・フジテレビ） - 中井義広 役[21]
- 藤子・F・不二雄 SF短編ドラマ シーズン2「アン子 大いに怒る」（2024年4月21日、NHK BS）[22]
- 白暮のクロニクル（2024年3月1日 - 5月17日、WOWOW） - 鈴川鳥飼誠 役[23]
- 花咲舞が黙ってない 第3シリーズ 第3話（2024年4月27日、日本テレビ） - 小倉哲 役[24]
- Re:リベンジ-欲望の果てに- 第5話（2024年5月9日、フジテレビ） - 阿川遼太郎 役[25]
- 母の待つ里 第3話（2024年8月23日、NHK BSプレミアム4K / 9月28日、NHK BS） - 青柳 役[26][27]
- 3年C組は不倫してます。（2024年10月2日 - 12月18日、日本テレビ） - 矢部浩司 役[28]
- 相続探偵 第2話（2025年2月1日、日本テレビ） - 鬼頭倫 役[29]
- 法廷のドラゴン 第7話・最終話（2025年2月28日・3月7日、テレビ東京） - 神野修吾 役[30]
- 大追跡〜警視庁SSBC強行犯係〜（2025年7月9日 - 、テレビ朝日） - 源晋太郎 役[31]

### Webドラマ
- 愛してたって、秘密はある。 オリジナルストーリー （2017年9月17日・24日、Hulu） - 一ノ瀬義男 役
- 17.3 about a sex　第2話（2020年9月17日、10月15日、29日、ABEMA） - 紬の父 役
- 雨に叫べば（2021年12月16日、Amazon Prime Video） - 渡辺四郎 役
- 新聞記者 第3話（2022年1月13日配信、Netflix） - 面接官 役
- ガンニバル（2022年12月28日 -、Disney+） - 狩野治 役
- アクトレス（2023年4月14日 -、Lemino） - 大倉 役
- 【推しの子】（2024年12月5日、Amazon Prime Video） - 板野一彦 役

### 映画
- 座頭市（2003年）
- 笑の大学（2004年）
- 自由戀愛（2005年）
- 亡国のイージス（2005年）
- 釣りバカ日誌16（2005年）
- 放郷物語 THROWS OUT MY HOMETOWN（2006年）
- DEATH NOTE the Last name（2006年）
- かべちょろ（2006年）
- 俺は、君のためにこそ死ににいく（2007年） - 整備兵 役
- 伝染歌（2007年）
- 魍魎の匣（2007年）
- クライマーズ・ハイ（2008年） - 森脇時彦 役
- ハッピーフライト（2008年） - OCC職員 役
- 山桜（2008年）
- 純喫茶磯辺（2008年）
- フライング☆ラビッツ（2008年）
- 赤い糸（2008年）
- K-20 怪人二十面相・伝（2008年）
- 第2写真部（2009年） - 鉄川鉄郎 役
- BALLAD 名もなき恋のうた（2009年） - 井尻又兵衛の家臣 役
- ジョン・ラーベ 〜南京のシンドラー〜（2009年）
- 僕らはあの空の下で（2009年） - 菅原先生 役
- 代行のススメ（2009年）
- SPACE BATTLESHIP ヤマト（2010年） - 南部康雄 役
- ゴースト もういちど抱きしめたい（2010年）
- パレード（2010年）
- 犬とあなたの物語 いぬのえいが（2011年）
- 岳-ガク-（2011年） - 座間洋平 役
- アンフェア the answer（2011年）
- 恋の罪（2011年）
- ギャルバサラ -戦国時代は圏外です-（2011年）
- ヒミズ（2012年）
- おかえり、はやぶさ（2012年）
- 宇宙兄弟（2012年）
- るろうに剣心（2012年） - 久保・夫 役
- わが母の記（2012年）
- BUNGO〜ささやかな欲望〜 見つめられる淑女たち「人妻」（2012年）
- 終の信託（2012年） - 柴山幹雄 役
- 青木ヶ原（2013年） - 滝本道夫 役
- すーちゃん まいちゃん さわ子さん（2013年3月2日） - 吉田健路役
- ラブクラフト・ガール（2013年）
- 永遠の0（2013年12月21日）
- 近キョリ恋愛（2014年10月11日） - 矢部先生 役
- ふしぎな岬の物語（2014年10月11日） - 三平 役
- スーパー戦隊シリーズ
  - 手裏剣戦隊ニンニンジャー THE MOVIE 恐竜殿さまアッパレ忍法帖!（2015年8月8日） - 伊賀崎旋風 役[32]
  - 手裏剣戦隊ニンニンジャーVSトッキュウジャー THE MOVIE 忍者・イン・ワンダーランド（2016年1月23日） - 伊賀崎旋風 役[33]
  - 劇場版 動物戦隊ジュウオウジャーVSニンニンジャー 未来からのメッセージ from スーパー戦隊（2017年1月14日） - 伊賀崎旋風 役
- ピンクとグレー（2016年1月9日）
- 猫なんかよんでもこない。（2016年1月30日）
- シマウマ（2016年5月21日） - 掛川芳雄 役
- チア☆ダン〜女子高生がチアダンスで全米制覇しちゃったホントの話〜（2017年3月11日） - 薫子の夫
- 新宿パンチ（2018年12月1日、AMGエンタテインメント） - 露崎守
- 翔んで埼玉（2019年2月22日） - 大宮支部長 役
  - 翔んで埼玉 〜琵琶湖より愛をこめて〜（2023年11月23日）[34]
- うちの執事が言うことには（2019年5月14日） - 駒地 役
- 癒しのこころみ〜自分を好きになる方法〜（2020年7月3日） - 鮫島鉄二 役
- フード・ラック!食運（2020年11月20日） - 西田貴博 役 [35]
- マスカレード・ナイト（2021年9月17日） - 刑事 役
- 劇場版 きのう何食べた?（2021年11月3日）- 富永 役（クレジットなし）
- 大怪獣のあとしまつ（2022年2月4日公開、東映 / 松竹） - 竹中 学 役
- 君が落とした青空（2022年2月18日） - クラスの担任教師 役[36][37]
- ハケンアニメ!（2022年5月20日） - 河村 役[38]
- 近江商人、走る!（2022年12月30日） - 平蔵 役[39]
- 水は海に向かって流れる（2023年6月9日） - 高島吾朗 役
- おまえの罪を自白しろ（2023年10月20日）[40]
- 朝がくるとむなしくなる（2023年12月1日） - 杉本稔 役[41]
- 空の港のありがとう（2024年5月31日） - 高岡弘 役[42]
- Cloud クラウド（2024年9月27日） - 北条 役[43]
- 本を綴る（2024年10月5日） - 主演・一ノ関哲弘 役[44]

### 舞台
- 舞台『浪人街』（2025年2月20日 - 3月16日、新橋演舞場 / 3月21日 - 28日、御園座 / 4月2日 - 10日、南座） - 小幡七郎右衛門 役[45]

### オリジナルビデオ
- ビジネスマン必勝講座 ヤクザに学ぶ経済戦術（2007年）実例3「右翼団体会長M氏の交渉戦術」 - A社総務

- 肉体興信所 人妻調査報告

### テレビアニメ
- クレヨンしんちゃん（2022年） - カザミドリ 役

### CM
- バンドリ! ガールズバンドパーティ!
- ピザハット お父さん役
- カルビー ポテリッチ(金のコンビニ編) 男(Wコンソメ)
- ニトリ リクライニングソファ
- NEC 『VersaPro/Ultra Light』
- 日産自動車 NOTE/自由帖
- 日立 BDカムWooo - お父さん役
- 東京スター銀行 鈴木役
- 花王 クリアクリーンお父さん役
- taspo
- ユニバーサル・スタジオ・ジャパンユニバーサル・ワンダー・クリスマス - お父さん役
- 月桂冠
- ジョンソン スクラビングバブル・トイレスタンプクリーナー
- ベネッセコーポレーション たまごクラブ・ひよこクラブ・こっこクラブ（2008年）

他多数

### PV
- Rev. from DVL 「Do my best!!」 (ドラマver)（2014年） - 植松先生 役

### その他
- 美の巨人たち（テレビ東京）
- ぶらり途中下車の旅（日本テレビ、2024年9月28日放映）